# فیلزهوفن
شهر فیلزهوفن (به آلمانی: Vilshofen) در ایالت بایرن در کشور آلمان واقع شده‌است.